# Iago Falque
 (janvier 2021).
Pour les articles homonymes, voir Falque.
Iago Falque Silva, né le 4 janvier 1990 à Vigo (Galice, Espagne), est un footballeur espagnol évoluant au poste d'ailier droit.

## Biographie
Après s'être formé à La Masia du FC Barcelone, il est sous contrat avec le club italien de la Juventus entre 2008 et 2011.
En juillet 2010, il est prêté à Villarreal B avec une option d'achat.
Le 25 août 2011, lors du mercato, il rejoint Tottenham pour 1 an avec option d'achat. En janvier 2012; il est prêté à Southampton où il termine la saison.
Le 25 janvier 2013, il est prêté par Tottenham au club espagnol de UD Almería avec qui il parvient à monter en première division. En août 2013, il est prêté au Rayo Vallecano.
En juin 2015, il est transféré à l'AS Roma pour un montant de 8M€.

### Liens de famille
Iago Falque est le fils de la femme politique socialiste Carmela Silva.

## Statistiques
| Saison                | Club                   | Championnat           | Championnat | Championnat | Coupe(s) nationale(s) | Coupe(s) nationale(s) | Compétition(s) continentale(s) | Compétition(s) continentale(s) | Compétition(s) continentale(s) | Total | Total |
| Saison                | Club                   | Division              | M.          | B.          | M.                    | B.                    | Comp.                          | M.                             | B.                             | M.    | B.    |
| 2009-2010             | AS Bari (prêt)         | Serie A               | -           | -           | -                     | -                     | -                              | -                              | -                              | 0     | 0     |
| 2010-2011             | Villarreal CF B (prêt) | Liga 2                | 36          | 11          | -                     | -                     | -                              | -                              | -                              | 36    | 11    |
| Sous-total            | Sous-total             | Sous-total            | 36          | 11          | -                     | -                     | -                              | -                              | -                              | 36    | 11    |
| 2011-2012             | Tottenham Hotspur      | Premier League        | -           | -           | 1                     | 0                     | C3                             | 5                              | 0                              | 6     | 0     |
| 2011-2012             | Southampton FC (prêt)  | Championship          | 1           | 0           | -                     | -                     | -                              | -                              | -                              | 1     | 0     |
| 2012-2013             | Tottenham Hotspur      | Premier League        | 1           | 0           | 2                     | 0                     | C3                             | 2                              | 0                              | 5     | 0     |
| 2012-2013             | UD Almería (prêt)      | Liga 2                | 18+4        | 2+0         | -                     | -                     | -                              | -                              | -                              | 22    | 2     |
| 2013-2014             | Rayo Vallecano (prêt)  | Liga BBVA             | 28          | 3           | 3                     | 0                     | -                              | -                              | -                              | 31    | 3     |
| Sous-total            | Sous-total             | Sous-total            | 52          | 5           | 6                     | 0                     | -                              | 7                              | 0                              | 65    | 5     |
| 2014-2015             | Genoa CFC              | Serie A               | 32          | 13          | 1                     | 0                     | -                              | -                              | -                              | 33    | 13    |
| 2015-2016             | AS Rome                | Serie A               | 22          | 2           | -                     | -                     | C1                             | 5                              | 1                              | 27    | 3     |
| Total sur la carrière | Total sur la carrière  | Total sur la carrière | 142         | 31          | 7                     | 0                     | -                              | 12                             | 1                              | 161   | 32    |

## Palmarès

### En club
- Torneo di Vareggio : 2009 et 2010 avec la Juventus
- Vice-champion du Championnat d'Angleterre D2 en 2012 avec Southampton.